# Naval Ordnance Laboratory

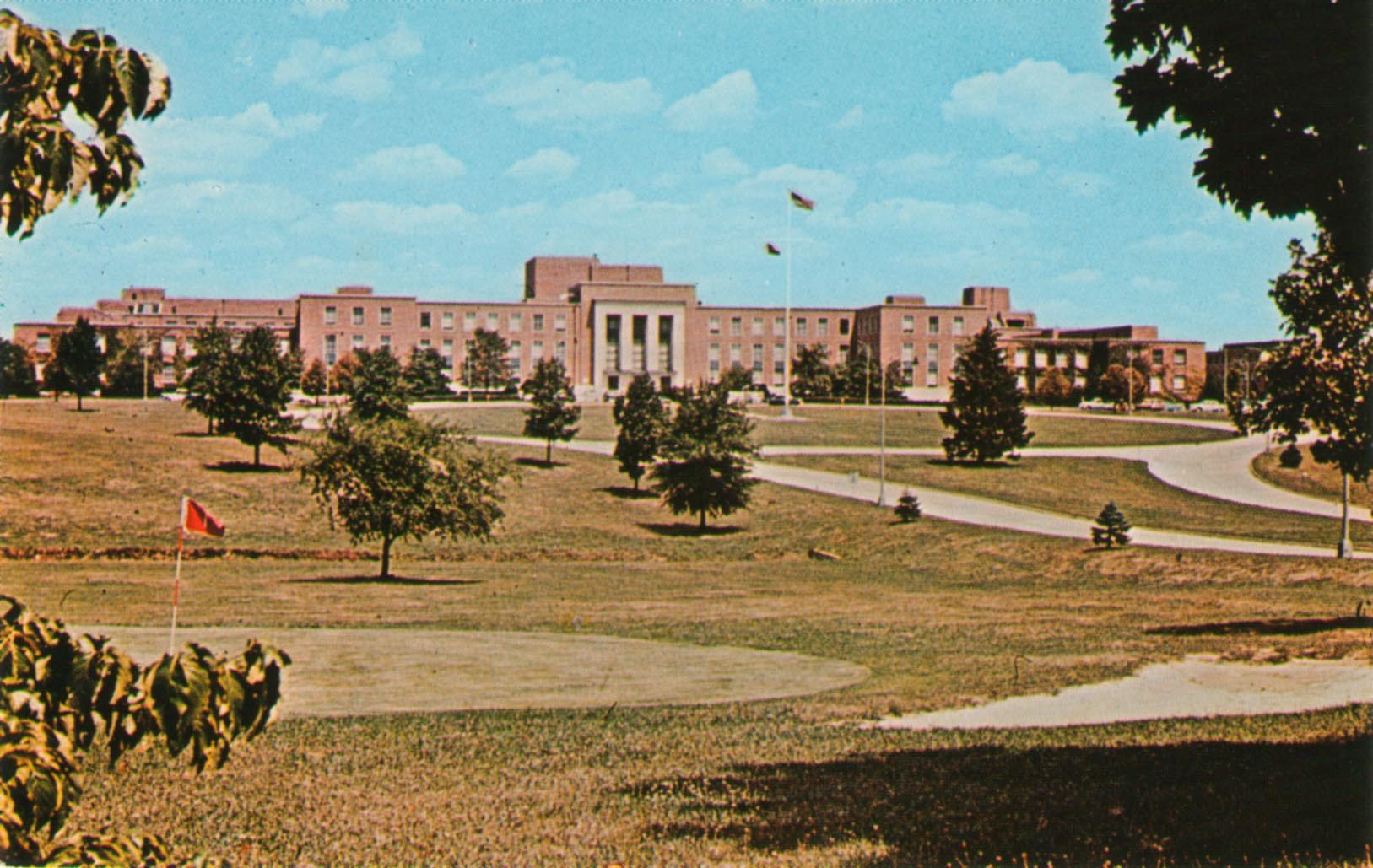
Verwaltungsgebäude des Naval Ordnance Laboratory, 1960

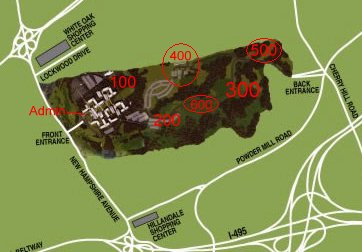
Übersichtsplan des NOL. Heute wird die Anlage von der FDA genutzt

Das Naval Ordnance Laboratory (NOL) ist eine ehemalige Forschungseinrichtung der United States Navy in White Oak, Maryland die bis 1. Oktober 1997 in Betrieb war und sich in unterschiedlichen Abteilungen mit angeschlossenen Labors Themen der Grundlagenforschung wie dem Magnetismus, Aerodynamik und Explosivstoffen widmete. Das 2,9 km2 große Gelände liegt ca. 18 km nördlich von Washington, D.C. und wird mit Stand 2013 von der US-Bundesbehörde Food and Drug Administration (FDA) genutzt. Nach Ende des Betriebs wurden die Aufgaben an die Arnold Engineering Development Complex (AEDC), Teil des Air Force Test Center auf der Arnold Air Force Base im US-Bundesstaat Tennessee, übertragen.
Das Naval Ordnance Laboratory ist 1944 aus dem Naval Surface Warfare Center hervorgegangen und war in den 1950er und 1960er Jahren eine bedeutende Forschungseinrichtung. So beschäftigte sich die Abteilung Wind Tunnel Research (Area 400) mit Aerodynamik. In dieser Abteilung wurden ab 1948 mit den zu Zeiten des Zweiten Weltkrieges in Peenemünde installierten und in White Oak neu aufgebauten Windkanälen Versuche mit Überschallgeschwindigkeit durchgeführt.
Die Abteilung Magnetic Research Facilities (Area 200) beschäftigte sich mit Themen aus dem Bereich des Magnetismus. Unter anderem wurde die Legierung Bismanol für starke Permanentmagneten im Jahr 1956 entwickelt. Die Gebäude dieser Abteilung lagen etwas abseits im Wald und bestanden aus Holz um störende Einflüsse möglichst zu minimieren. Diese Abteilung war eine der ersten Abteilung des Komplexes und ging während des Zweiten Weltkrieges aus der Notwendigkeit hervor, Abwehrverfahren gegen die von den Deutschen entwickelten und damals neuartigen Magnetminen, eine Form von Seemine mit magnetischer Auslösung, zu entwickeln. 
Weitere Grundlagenentwicklungen stellt die Legierungen Nitinol, eine Formgedächtnislegierung aus den Elementen Nickel und Titan sowie Terfenol-D, ein hoch magnetostriktives Material aus Terbium, Eisen und Dysprosium dar. Die Bezeichnung Nitinol und Terfenol-D sind Akronyme und steht für NIckel TItanium Naval Ordnance Laboratory bzw. TERbium FErrum  Naval Ordnance Laboratory und Dysprosium. Aus dem Naval Ordnance Laboratory gingen in Folge zahlreiche bedeutende Naturwissenschaftler hervor, wie der zweifache Nobelpreisträger John Bardeen und der Computerpionier John Atanasoff.